# Jagdgeschwader 26
Jagdgeschwader 26 Schlageter var ett tyskt jaktförband inom Luftwaffe under andra världskriget.
Förbandet, som upprättades i maj 1939, fick sitt namn efter Albert Schlageter, en veteran från första världskriget. Det opererade i huvudsak i västra Europa tillsammans med JG 2 Richthofen.

## Geschwaderkommodoren
- Oberst Eduard Ritter von Schleich, 1 maj 1939 - 9 december 1939
- Major Hans Hugo Witt, 14 december 1939 - 23 juni 1940
- Major Gotthard Handrick, 24 juni 1940 - 21 augusti 1940
- Oberstleutnant Adolf Galland, 22 augusti 1940 - 5 december 1941
- Major Gerhard Schöpfel, 6 december 1941 - 10 januari 1943
- Oberst Josef Priller, 11 januari 1943 - 27 januari 1945
- Major Franz Götz, 28 januari 1945 - 7 maj 1945